# Paul Potts
Paul Potts (født 13. oktober 1970 i Bristol, England) er en britisk operasanger som vandt første sæson af tv-serien Britain's Got Talent i 2007 ved at synge arier.
Paul Potts voksede op i Fishponds, en forstad til Bristol. Faderen var buschauffør og moderen kassedame. Han har to brødre og en søster og gik i Mary-Redcliffe-School i Bristol. Potts studerede filosofi ved University College Marjon i Plymouth, hvor han blev Bachelor of Arts. Potts har siden 2003 været gift med Julie-Ann.
Allerede i skoletiden fik han interesse for sang. Han sang blandt andet i Chester Park Junior Schools kor og i ti år i forskellige kirkekor i Bristol.
Da han vandt konkurrencen, solgte han mobiltelefoner; men derefter indspillede han en plade. Fra 1999 til 2003 medvirkede Paul Potts ved amatøropera-produktioner, men pga. sygdom og et uheld på cykel standsede det.
Selv om Paul Potts i tv-serien bliver fremstillet som amatørsanger, har han taget sangtimer i Bristol, optrådt med Royal Philharmonic Orchestra og fået undervisning i Italien. I Bathoperaen sang han Don Basilio (i Figaros bryllup), Don Ottavio (i Don Giovanni) og titelrollen i Verdis Don Carlos. Han sang opera offentligt første gang på en karaokebar i 1999. Han har siddet i byrådet i Bristol.
Den 5. september 2007 gav han koncert på Rådhuspladsen i København.

## Diskografi

### Studiealbum
| One Chance                                                                    | - Udgivet: 16 July 2007 - Pladeselskab: Syco, Columbia - Format: Digital download, CD              | 1  | 1  | 3  | 1  | 1  | 1  | 1  | 1 | 1  | 1 | 4  | 23 | - BPI: Platinum - ARIA: Platinum - BVMI: 5× Platinum - GLF: 2× Platinum |
| Passione                                                                      | - Udgivet: 1 June 2009 - Pladeselskab: Syco, Columbia - Format: Digital download, CD               | 5  | 7  | 5  | 4  | 6  | 3  | 15 | — | 1  | 5 | 9  | 33 | - ARIA: Gold - GLF: Gold                                                |
| Cinema Paradiso                                                               | - Udgivet: 15 October 2010 - Pladeselskab: Sony Music Entertainment - Format: Digital download, CD | —  | —  | 33 | 65 | 17 | 40 | —  | — | —  | 9 | 68 | —  |                                                                         |
| One Chance: The Incredible True Story of Paul Potts Motion Picture Soundtrack | - Udgivet: 21 October 2013 - Pladeselskab: Sony Music Entertainment - Format: Digital download, CD | 33 | —  | —  | —  | —  | 40 | —  | — | 2  | — | —  | —  |                                                                         |
| Home                                                                          | - Udgivet: 12 October 2014 - Pladeselskab: Sony Music Entertainment - Format: Digital download, CD | —  | 36 | —  | —  | —  | —  | —  | — | 36 | — | —  | —  |                                                                         |
| On Stage[kilde mangler]                                                       | - Udgivet: 6 October 2017 - Pladeselskab: Right Track Distribution - Format: Digital download, CD  | —  | —  | —  | —  | —  | —  | —  | — | —  | — | —  | —  |                                                                         |
| Winter Dreams[kilde mangler]                                                  | - Udgivet: 23 November 2018 - Pladeselskab: Paul Potts Recordings - Format: Digital download, CD   | —  | —  | —  | —  | —  | —  | —  | — | —  | — | —  | —  |                                                                         |
| "—" denotes album that did not chart or was not released.                     | |    |    |    |    |    |    |    |   |    |   |    |    |                                                                         |

### Singler
| År   | Titel          | Højeste placering | Højeste placering | Højeste placering | Højeste placering | Højeste placering | Højeste placering | Album      |
| År   | Titel          | UK                | AUT               | DEN               | GER               | SWE               | SWI               | Album      |
| ---- | -------------- | ----------------- | ----------------- | ----------------- | ----------------- | ----------------- | ----------------- | ---------- |
| 2007 | "Nessun dorma" | 100               | 8                 | 13                | 2                 | 52                | 12                | One Chance |

## Fodnoter
1. ↑  "Nessun Dorma" var den 19. bedstsælgende single i Tyskland i 2008, og den blev certificeret Guld for et salg på mere end 150.000 eksemplarer.[19][20] In the UK, the song charted due to digital downloads only.